# Jonway Automobile
Zhejiang Jonway Automobile Co., Ltd. (浙江永源汽车有限公司S), formalmente nota con il nome ufficiale Jonway Automobile è una casa automobilistica cinese, inizialmente conosciuta in Italia per la fornitura a DR Motor dei componenti del proprio modello UFO 3 porte, assemblato col nome DR 3. 
Successivamente importerà in Europa motocicli e quadricicli elettrici con il proprio marchio.

## Storia
La Jonway Automobile rappresenta la divisione automobilistica del Jonway Group, noto gruppo cinese motociclistico. Creata nel 2003, il primo prodotto lanciato sul mercato è il modello Jonway UFO A380, una copia (non autorizzata) della seconda generazione Toyota RAV4 (XA20) proposta sia con passo corto a tre porte che con passo lungo a cinque porte. L'auto ottiene immediatamente un'elevata esposizione mediatica a causa della somiglianza con il modello giapponese copiato in ogni dettaglio.

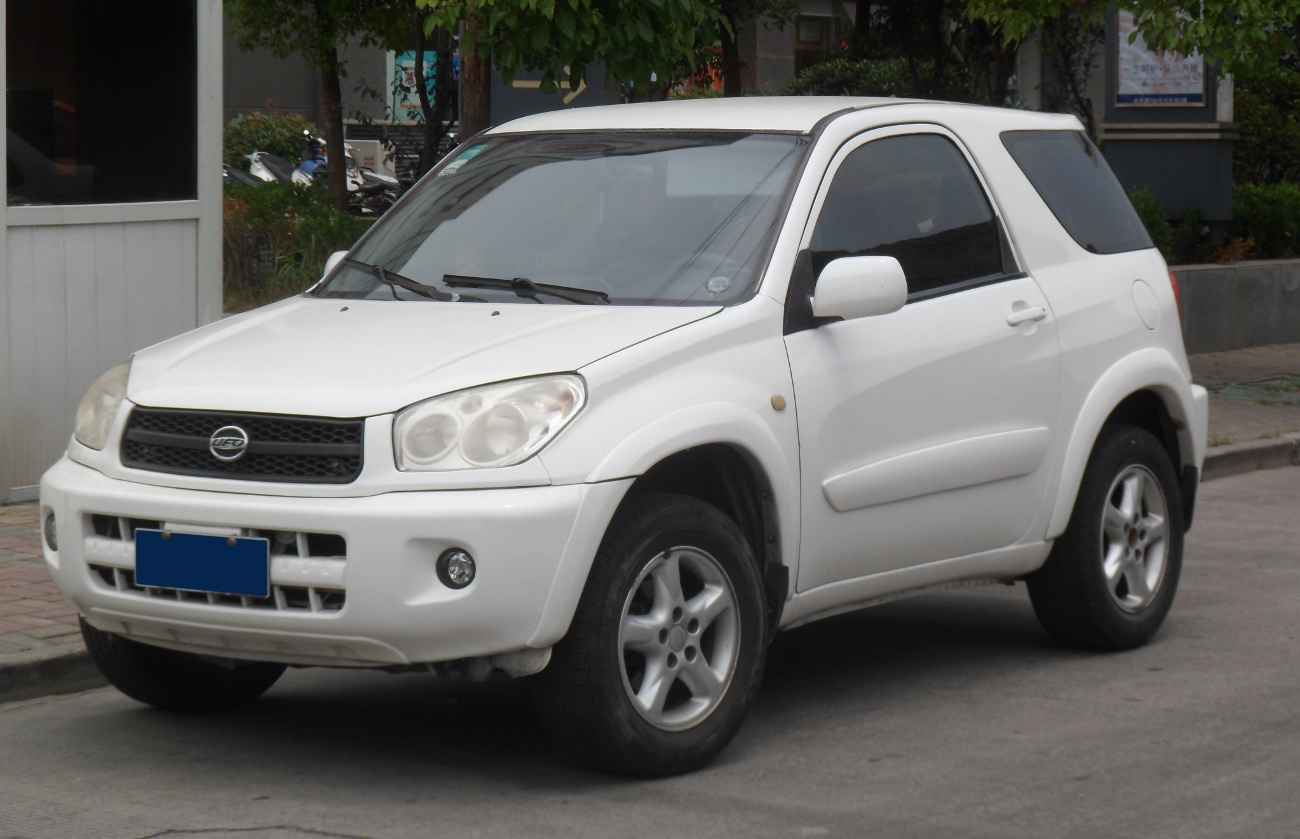
La Jonway UFO A380 tre porte, una copia della Toyota RAV4 (XA20)

Il modello viene successivamente esportato in molti mercati asiatici e appare anche in Europa al Salone Internazionale dell'automobile di Francoforte sul Meno nel 2007. Sempre nel 2007, Jonway e DR Motor Company firmano un accordo per l'assemblaggio della UFO tre porte a Macchia d'Isernia in Italia in una versione rivista e ri-omologata per gli standard europei; la vettura ribattezzata DR3 è stata presentata come concept car al Motor Show di Bologna del 2007. Tuttavia, i negoziati con DR Motor falliranno e il progetto per l'UFO/DR3 europeo sarà abbandonato fino al 2018 quando verrà immesso sul mercato il DR 3
Nel luglio 2010, il produttore americano ZAP acquisì il 51% di Jonway Automobile e fu creata la joint venture ZAP-Jonway, specializzata nella costruzione di auto elettriche; il primo prodotto sarà l'A380 EV lanciato sul mercato cinese.
Nel 2012 Jonway, insieme ad un gruppo di soci italiani ed inglesi, acquista lo storico nome "Viotti" appartenente alla Carrozzeria Viotti e rilancia l'azienda, stabilendo una nuova sede a Rivoli, in provincia di Torino. La nuova società rappresenta la divisione europea di Jonway e il centro di ricerca e sviluppo specializzato nella progettazione di veicoli ibridi e nella progettazione di auto sportive. Emanuele Bomboi è assunto come responsabile del design.
Successivamente cede le quote della Viotti alla Fabbrica Automobili Maggiora.
Sempre nel 2012 firma un accordo con la Fabbrica Automobili Maggiora per effettuare un profondo restyling del suo modello UFO-A380. Il modello esposto allo stadio concept car entrerà in produzione solo alla fine del 2013. Nel maggio dello stesso anno, lancia un minivan chiamato Wuxing sul mercato cinese che verrà in seguito venduto anche dalla Dongfeng Motor Group.
Nel 2013 ha presentato un secondo SUV denominato Falcon basato sulla meccanica e sul corpo dell'A380, ma con un design esterno e interno completamente nuovo.